# Lighters (sang)
"Lighters" er anden single fra Bad Meets Evils første EP-udspil, Hell: The Sequel. Med på omkvædet er den amerikanske singer-songwriter Bruno Mars. Sangen er produceret af Eminem, The Smeezingtons og Battle Roy. 

## Hitlister
| Hitliste(2011)                                   | Højeste placering |
| ------------------------------------------------ | ----------------- |
| Australien (ARIA)                                | 17                |
| Australske Urban-liste (ARIA)                    | 6                 |
| Østrig (Ö3 Austria Top 40)                       | 45                |
| Canada (Canadian Hot 100)                        | 15                |
| Danmark (Track Top-40)                           | 19                |
| Irland (IRMA)                                    | 29                |
| Holland (Single Top 100)                         | 17                |
| New Zealand (RIANZ)                              | 2                 |
| Skotland (Official Charts Company)               | 31                |
| Sverige (Sverigetopplistan)                      | 33                |
| Schweiz (Schweizer Hitparade)                    | 10                |
| Storbritannien R&B (Official Charts Company)     | 9                 |
| Storbritannien Singles (Official Charts Company) | 30                |
| USA Billboard Hot 100                            | 10                |
| US Latin Pop Songs (Billboard)                   | 35                |
| US Pop sange (Billboard)                         | 19                |
| US Rap sange (Billboard)                         | 11                |